# مسدونیا (آلاباما)
مسدونیا (به انگلیسی: Macedonia) شهرکی در شهرستان پیکنز ایالت آلاباما است که مساحت آن ۱۰٫۲۲ کیلومترمربع است و در سرشماری سال ۲۰۱۰ میلادی، ۲۹۲ نفر جمعیت داشته و تراکم جمعیتی آن، ۲۸٫۵۷ در کیلومترمربع بوده است.